# Snovi (1915.)
Snovi (rus. Грёзы) ruski je film redatelja Jevgenija Bauera.

## Radnja
Sergejeva supruga Elena iznenada umire. On upoznaje umjetnicu koja je vrlo slična njegovoj ženi.

## Uloge
- Aleksandr Virubov
- Nina Černobaeva

## Vanjske poveznice
- Snovi na Kino Poisk